# Gunung Panton Binuang
Gunung Panton Binuang är ett berg i Indonesien.   Det ligger i provinsen Aceh, i den västra delen av landet, 1 500 km nordväst om huvudstaden Jakarta. Toppen på Gunung Panton Binuang är 1 005 meter över havet, eller 161 meter över den omgivande terrängen. Bredden vid basen är 1,4 km.
Terrängen runt Gunung Panton Binuang är varierad. Havet är nära Gunung Panton Binuang åt sydväst. Runt Gunung Panton Binuang är det ganska glesbefolkat, med 30 invånare per kvadratkilometer. I omgivningarna runt Gunung Panton Binuang växer i huvudsak städsegrön lövskog.